# Ed Williams
Pour les articles homonymes, voir Williams.
Ed Williams, né le 26 novembre 1926 à Santa Clara, en Californie, aux (États-Unis), est un acteur américain.

## Filmographie

### Cinéma
- 1941 : L'Homme de la rue
- 1986 : Ratboy : le journaliste au lac
- 1988 : Going to the Chapel : Révérend Morton
- 1988 : Y a-t-il un flic pour sauver la reine ? : Ted Olsen
- 1991 : High Strung : le patron
- 1991 : The Giant of Thunder Mountain : M. Macgruder
- 1991 : Y a-t-il un flic pour sauver le président ? : Ted Olsen
- 1991 : Le Père de la mariée : le révérend
- 1993 : Carnosaur : Dr Sterling Raven
- 1994 : Y a-t-il un flic pour sauver Hollywood ? : Ted Olsen

### Télévision
- 1982 : Police Squad : Ted Olsen (6 épisodes)
- 1982 : Madame's Place : le professeur (1 épisode)
- 1983 : Condamnation sans appel : le ministre
- 1986 : MacGyver : le ministre (1 épisode)
- 1986 : Disney Parade : Atwood (1 épisode)
- 1987 : Infidelity : le prêtre
- 1988 : To Heal a Nation : Chaplin
- 1989 : Alien Nation : le nouveau venu (1 épisode)
- 1989 : Matlock : M. Morgan (1 épisode)
- 1990 : La Loi de Los Angeles : Ed (1 épisode)
- 1991 : Flight of Black Angel : le dispatcheur
- 1991 : Mauvaise Rencontre : le prêtre
- 1995 : P.C.H. : le prédicateur
- 1996 : Les Sœurs Reed : le ministre (2 épisodes)
- 2006 : The Loop (1 épisode)
- 2006 : Amour, Gloire et Beauté : Révérend Mulcahey (1 épisode)
- 2010 : Dr House : Anthony (1 épisode)